# Высокая церковь
Высокая церковь (англ. High church) — направление в протестантизме, стремящееся к сохранению дореформационного традиционного богослужения.
Изначально движение «высокой церкви» появилось в недрах англиканства, но позже приобрело популярность у части лютеран, например, стало главным направлением в Церкви Швеции. «Высокая церковь» настаивает на важности церковных облачений, традиций церковной архитектуры и средневековой музыки во время богослужений. Противостоит движению «низкой церкви», отрицающей необходимость этого.
В первой половине XVII века в Англии приверженность архиепископа Кентерберийского Уильяма Лода доктринам высокой церкви составила важную часть конфликта Карла I с Долгим парламентом (подверженным влиянию пресвитерианских идеалов, низкоцерковных по своей сути) и стала одной из причин начала Английской революции. Несмотря на беспрецедентную в английской истории казнь Лода в 1645 году и последующее ожесточённое гонение в период гражданской войны, после Реставрации Стюартов в 1660 году высокоцерковное направление в англиканстве возобладало.